# Héhalom
Héhalom is een plaats (község) en gemeente in het Hongaarse comitaat Nógrád. Héhalom telt 1047 inwoners (2001).